# بخش کورنیش، شهرستان ایتکین، مینه سوتا
بخش کورنیش (به انگلیسی: Cornish Township) یک منطقهٔ مسکونی در ایالات متحده آمریکا است که در شهرستان ایتکین، مینه‌سوتا واقع شده‌است.
 بخش کورنیش ۹۲٫۹ کیلومتر مربع مساحت و ۲۸ نفر جمعیت دارد و ۳۹۶ متر بالاتر از سطح دریا واقع شده‌است.